# Sympetrum paramo
Sympetrum paramo is een libellensoort uit de familie van de korenbouten (Libellulidae), onderorde echte libellen (Anisoptera).
De soort staat op de Rode Lijst van de IUCN als onzeker, beoordelingsjaar 2007.
De wetenschappelijke naam Sympetrum paramo is voor het eerst geldig gepubliceerd in 2001 door De Marmels.